# Обарим
Обарим (пол. Obarzym) — село в гміні Дидня, Березівський повіт, Підкарпатське воєводство, Польща. Населення — 347 осіб (2011).

## Розташування
Розташоване приблизно за 2 км на північ від адміністративного центру ґміни села Дидня, за 11 км на схід від повітового центру Березова і за 38 км на південь від центру воєводства Ряшева.

## Історія
Вперше згадується в 1577 р.
Село знаходиться на заході Надсяння, де внаслідок примусового закриття церков у 1593 р. власницею Катариною Ваповською українське населення зазнало латинізації та полонізації.  
На 1936 р. була дерев’яна церква Преображення Господа Нашого Ісуса Христа (збудована в 1828 р.), 40 греко-католиків, які належали до парафії Іздебки Динівського деканату Апостольської адміністрації Лемківщини. Метричні книги велися від 1784 р. Село належало до Березівського повіту Львівського воєводства.
У 1975-1998 роках село належало до Кросненського воєводства.

## Демографія
Демографічна структура станом на 31 березня 2011 року:
|          | Загалом | Допрацездатний вік | Працездатний вік | Постпрацездатний вік |
| -------- | ------- | ------------------ | ---------------- | -------------------- |
| Чоловіки | 173     | 31                 | 115              | 27                   |
| Жінки    | 174     | 34                 | 90               | 50                   |
| Разом    | 347     | 65                 | 205              | 77                   |